# Hôtel de Hanau
L'hôtel de Hanau est un monument historique situé place Broglie à Strasbourg, dans le département français du Bas-Rhin.
C'est aujourd'hui l'hôtel de ville de Strasbourg. Il abrite les locaux de la mairie de Strasbourg ainsi que de l’Agence de développement et d’urbanisme de l’agglomération strasbourgeoise (ADEUS).

## Localisation
L'entrée principale de l'hôtel de Hanau est située au no 9, rue Brulée. La façade arrière donne sur la place Broglie.

## Historique
Dès le XIIIe siècle, la famille des Ochsenstein possédait un hôtel sur l'emplacement de l'actuel no 9, rue Brulée. En 1573, le comte Philippe de Hanau, seigneur de Lichtenberg, devient propriétaire de l'hôtel.
Le dernier descendant de la famille, Régnier III de Hanau-Lichtenberg, entreprit la construction d'un nouvel hôtel entre cour et promenade en 1728. 
L'hôtel de Hanau est édifié entre 1731 et 1736 par Joseph Massol, architecte de l’évêché et du Grand Chapitre, selon des plans élaborés par Robert de Cotte, premier architecte du roi.
Régnier III de Hanau-Lichtenberg mourut en 1736 sans descendants mâles. Ses propriétés revinrent à son gendre issu de la famille de Hesse-Darmstadt.
En 1789, le bâtiment est confisqué et rebaptisé « Maison de Dagobert » par la municipalité révolutionnaire.
Avant la Révolution, c'est le Neue Bau, place Gutenberg, qui faisait office d'hôtel de ville. La Municipalité s'installa ensuite au palais Rohan, place du Château.
En 1805, lorsque Napoléon passe en Alsace et à Strasbourg, il réside au palais Rohan et la municipalité emménage à l'hôtel de Hanau qui devient l'hôtel de ville de Strasbourg.
L'édifice fait l'objet d'un classement au titre des monuments historiques depuis 1921. 
Depuis 1976, les services administratifs de la ville et de l'Eurométropole sont installés dans le centre administratif de la place de l’Étoile. L'hôtel de Hanau est toujours utilisé pour les mariages et les réceptions officielles. 
L'hôtel de Hanau sera rénové à partir de 2016. Le cout des travaux est estimé à 3,8 millions d'euros. Il est aujourd'hui occupé par  le service du protocole, les bureaux des élus, une mairie de quartier et les bureaux de l’Agence de développement et d’urbanisme de l’agglomération strasbourgeoise (ADEUS).

## Architecture
L'hôtel de Hanau est de style Régence.
Le plan de l'édifice est en fer à cheval, avec une entrée monumentale du côté rue Brulée. La façade du logis principal est, comme le portail, ornée de trophées et de mascarons. La façade arrière s'ouvre du côté de la place Broglie par une alternance de baies cintrées, en arc segmentaire et rectangulaires. Le décor intérieur, partiellement conservé, est rehaussé de pièces de mobilier contemporaines de l'hôtel.